# Romance 2 – Anatomie einer Frau
Romance 2 – Anatomie einer Frau (Originaltitel: Anatomie de l’enfer, wörtlich: „Anatomie der Hölle“) ist ein französischer Spielfilm von Catherine Breillat aus dem Jahr 2003. Sie thematisiert darin den männlichen Blick auf den weiblichen Körper, insbesondere auf das weibliche Geschlechtsteil. Auch stellt sie eine Verbindung her zwischen dem Menstruationsblut und den blutigen Wunden Christi am Kreuz sowie zwischen Tampons und Hostien. Bei der Bildgestaltung ließ sie sich durch die Gemälde Olympia von Édouard Manet und Der Ursprung der Welt von Gustave Courbet inspirieren. Die Hauptdarstellerin Amira Casar wurde bei einigen Aufnahmen gedoubelt, in der männlichen Rolle ist der Pornodarsteller Rocco Siffredi zu sehen.
In Deutschland erhielt der Film –  in Anlehnung an Breillats Film Romance XXX aus dem Jahr 1999 – den Titel Romance 2 – Anatomie einer Frau.

## Handlung

Das Gemälde Der Ursprung der Welt von Gustave Courbet

Eine junge Frau wird von ihrem heterosexuellen Freund in eine Schwulendisko verschleppt. Weil dort niemand Interesse an ihr bekundet, schneidet sie sich auf der Toilette die Venen auf. Ein aufmerksamer Besucher rettet sie und bringt sie zu einer Apotheke. Sie schlägt ihm ein Geschäft vor; sie werde ihn dafür bezahlen, wenn er sie „dort anschaut, wo ich nicht ansehnlich bin“. Der Schwule lässt sich darauf ein.
Der Mann begleitet die Frau zu ihrer Wohnung in einem abgelegenen Haus. Sie zieht sich aus und spreizt ihre Beine, damit er ihre Vulva betrachten kann. Durch seinen „neutralen“ (da nicht heterosexuellen) Blick hofft sie, zu einer positiven Einstellung zu ihrem eigenen Körper zu finden. Seine Gedanken beim Betrachten werden von Breillats Stimme vorgetragen. Nach einigen Nächten schlafen sie miteinander. Lange dauert die intime Nähe nicht an, weil ihr Menstruationsblut ein Kindheitstrauma bei ihm weckt. Die erhoffte Wertschätzung durch den Mann bleibt aus, weil er sich von ihrer Vulva zunehmend angewidert zeigt und in patriarchalischer Verachtung über Frauen redet. Als sie schläft, bemalt er ihre Lippen, ihre Schamlippen und ihren Anus mit rotem Lippenstift und dringt dann in ihren Anus ein. Danach steckt er den Stiel einer Hacke hinein. 
Er geht in eine Bar und lässt das Geld, das er von der Frau erhalten hat, dort liegen. In einer Traumsequenz stößt er sie von den Klippen ins Meer.

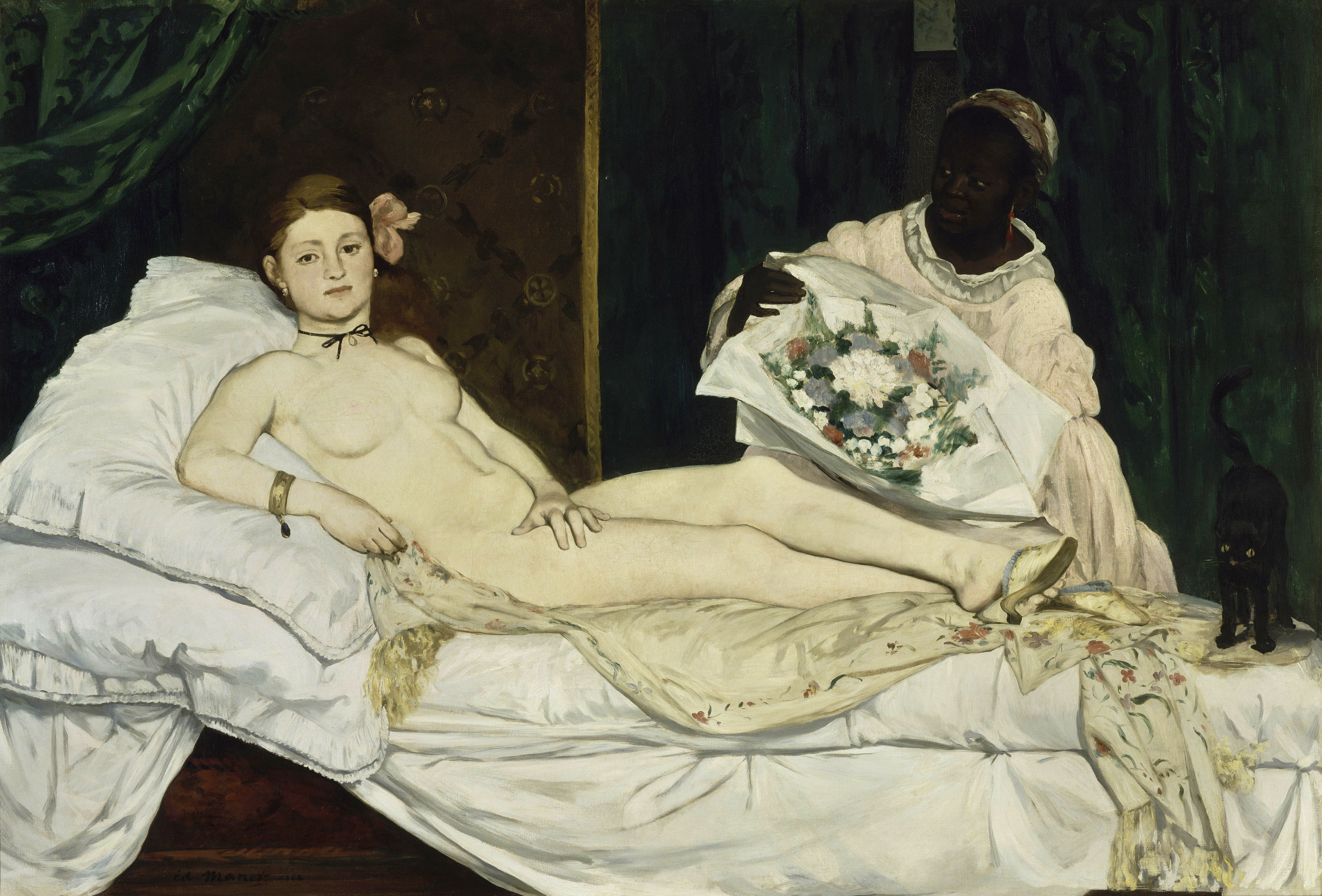
Édouard Manets Gemälde Olympia